# Israel phong tỏa Dải Gaza (2023–nay)

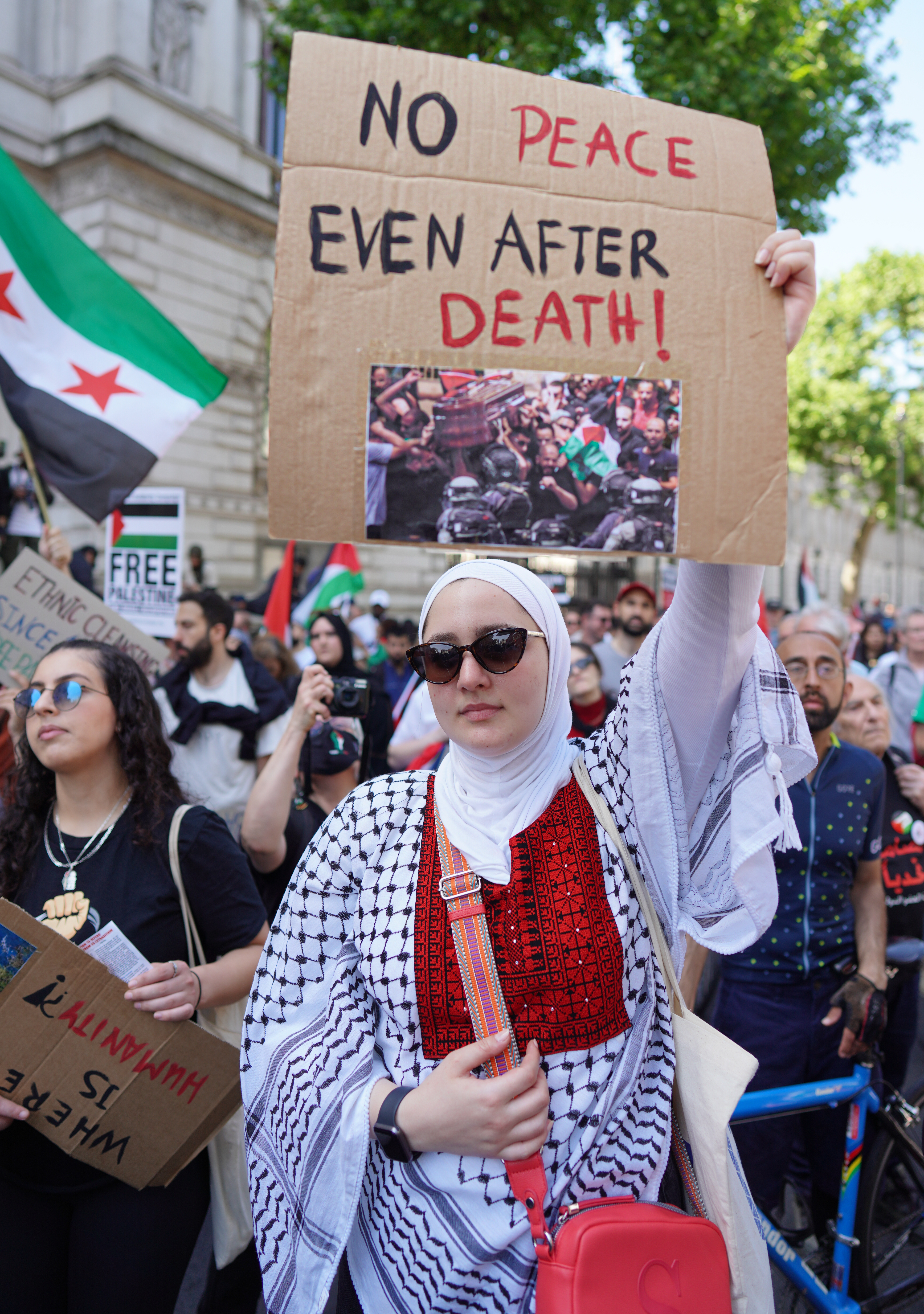
Biểu tình phản đối Israel phong tỏa Dải Gaza, tự do cho Palestine

Israel phong tỏa Dải Gaza (Israeli blockade of the Gaza Strip) là việc Israel áp đặt một lệnh phong tỏa toàn diện đối với Dải Gaza, bắt đầu từ ngày 9 tháng 10 năm 2023, ngay sau cuộc tấn công của Hamas vào Israel vào ngày 7 tháng 10 năm 2023 và phát động cuộc chiến tranh toàn diện lên Dải Gaza. Lệnh phong tỏa này bao gồm việc cắt đứt hoàn toàn nguồn cung cấp điện, nước, nhiên liệu và thực phẩm vào Dải Gaza. Cuộc phong tỏa này được cho là đã góp phần đáng kể vào cuộc diệt chủng Gaza. Mục tiêu được Israel đưa ra là để ngăn chặn Hamas buôn lậu vũ khí và gây áp lực kinh tế lên tổ chức này. Tuy nhiên, lệnh phong tỏa đã gây ra một cuộc khủng hoảng nhân đạo nghiêm trọng chưa từng có tại Dải Gaza, nơi có hơn 2 triệu người sinh sống. Các tổ chức nhân đạo và nhiều quốc gia đã lên án lệnh phong tỏa này là một hình thức trừng phạt tập thể và bất hợp pháp, vì nó hạn chế nghiêm trọng dòng chảy hàng hóa thiết yếu, gây ra tình trạng thiếu thốn lương thực, y tế và nhiên liệu trầm trọng, đe dọa cuộc sống của dân thường.
Mặc dù có những nỗ lực từ cộng đồng quốc tế để đưa viện trợ vào Gaza, việc phong tỏa đã khiến quá trình này gặp rất nhiều khó khăn, làm tình hình nhân đạo ở Dải Gaza ngày càng trở nên tồi tệ. Israel đã đặt điều kiện dỡ bỏ lệnh phong tỏa với sự trở về của con tin bị Hamas bắt cóc, điều này đã bị chỉ trích là Nhà nước Do Thái đang thực hiện hành vi hình phạt tập thể và rõ ràng là tội ác chiến tranh. Vài tuần sau ngày 9 tháng 10 năm 2023, Israel đã nới lỏng lệnh phong tỏa hoàn toàn, nhưng vẫn tiếp tục hạn chế nghiêm ngặt lượng hàng viện trợ vào Dải Gaza. Các nguồn cung cấp đầu tiên được đưa vào dải Gaza ngày 21 tháng 10 năm 2023. Cuộc phong tỏa đã làm trầm trọng thêm cuộc khủng hoảng nhân đạo ở Gaza. Vào tháng 01 năm 2024, chính quyền Israel đã chặn 56% viện trợ nhân đạo cho miền bắc Gaza. Vào ngày 9 tháng 2 năm 2024, giám đốc UNRWA Philippe Lazzarini cho biết Israel đã chặn thực phẩm cho 1,1 triệu người Palestine ở Gaza. Trong lệnh ngừng bắn chiến tranh Gaza năm 2025, Israel đã nới lỏng các hạn chế viện trợ, cho phép viện trợ nhiều hơn trước đây. Kể từ ngày 2 tháng 3 năm 2025, Israel đã chặn hoàn toàn mọi nguồn cung cấp vào lãnh thổ, khiến đây trở thành lệnh đóng cửa hoàn toàn dài nhất trong lịch sử lệnh phong tỏa. Cuộc phong tỏa đã góp phần gây ra tình trạng nạn đói sắp xảy ra ở Dải Gaza, tình trạng này trở nên trầm trọng hơn do các cuộc không kích của Israel nhắm vào cơ sở hạ tầng lương thực và hạn chế viện trợ nhân đạo trong cuộc chiến tranh Gaza. Trong một số vụ việc, những người biểu tình Israel, bao gồm cả những người định cư, đã chặn các xe tải chở hàng cứu trợ nhân đạo đang hướng về Dải Gaza, và trong một số trường hợp đã tấn công họ.